# Mens Sana Basket
Mens Sana Basket é um clube de Basquetebol localizado em Siena que disputa a Série B Italiana. Em sua história venceu 8 ligas italianas, 5 Copas da Itália, 7 Supercopas da Itália e uma Copa Saporta. Foi fundado em 1871 e joga na PalaEstra em Siena ou no Nelson Mandela Forum em Florença. Tem como patrocinador o Banco Montepaschi que é um dos bancos mais antigos do mundo